# Lafleche (Saskatchewan)
Lafleche ou Laflèche est un bourg canadien du sud de la province de la Saskatchewan. C'est un petit centre commercial de 370 habitants, carrefour routier secondaire au sud-ouest de Régina.

## Géographie
À vol d'oiseau, Laflèche se situe à 160 km au sud-ouest de Régina et à 20 km au sud de Gravelbourg. Le bourg est établi à 730 m d'altitude. C'est un carrefour routier secondaire à la croisée des routes provinciales 13 (sentier des Tuniques Rouge) et 58 ( vers Gravelbourg au nord) . La municipalité est enclavée dans la municipalité rurale de Wood River n°74. La superficie de la municipalité est de 1,43 km2. Du point de vue hydrographique, Laflèche se situe dans le bassin endoréique du lac La Vieille, près de la confluence entre le ruisseau de Laflèche et la rivière des Bois, à l'extrémité amont du lac Thomson.
Laflèche est un petit centre commercial et de service pour son arrière-pays où dominent la culture des céréales au nord et l'élevage au sud.

## Histoire
La colonisation de la région de Laflèche débute en 1905-1906 et le village est fondé en 1913 à l'arrivée d'une ligne de chemin de fer du Canadien Pacifique.

## Démographie
Au recensement de 2021, la municipalité urbaine de Laflèche compte 373 habitants sur 1,43 km2 tandis que la municipalité rurale de Wood River en compte 466 sur 824,84 km2.
| 1971 | 1976 | 1981 | 1986 |
| ---- | ---- | ---- | ---- |
| 715  | 639  | 583  | 562  |

| 1991 | 1996 | 2001 | 2006 |
| ---- | ---- | ---- | ---- |
| 466  | 476  | 446  | 370  |

| 2011 | 2016 | 2021 | - |
| ---- | ---- | ---- | - |
| 406  | 382  | 373  | - |

## Personnalités
- Delwood Frederick Huyghebaert (1944-2018) : homme politique saskatchewanais, né à Laflèche.